# Pilgerodendron uviferum
Il cipresso delle Guaitecas (Pilgerodendron uviferum (D.Don) Florin, 1930) è una conifera della famiglia delle Cupressacee, diffusa in Cile e in Argentina. È l'unica specie del genere Pilgerodendron.

## Descrizione
È un albero sempreverde a crescita lenta che può raggiungere i 20 m d'altezza, mentre il tronco arriva a superare il metro di diametro; la sua forma, piramidale negli esemplari più giovani, diventa più irregolare nelle piante adulte.
Le foglie sono squamiformi, lunghe da 2,5 a 6 mm e larghe fino a poco più di 2 mm; si presentano in coppie tra loro perpendicolari. È una pianta dioica; gli strobili maschili sono lunghi fino a 10 mm, di colore giallo-bruno in piena maturazione, mentre i coni femminili arrivano a misurare 8-12 mm di lunghezza e sono formate da due paia di brattee. I semi, in misura di 3-4 per strobilo, possiedono due ali di diversa misura; di colore giallognolo, maturano da dicembre a marzo.
Il cipresso delle Guaitecas può essere frequentemente confuso con il cipresso della Patagonia (Fitzroya cupressoides); le foglie di quest'ultima specie, tuttavia, sono spesso disposte a spirale e presentano due bande stomatiche bianche sulla pagina inferiore, mentre il cipresso delle Guaitecas ha foglie disposte in coppie tra loro opposte, incurvate e a forma di chiglia di nave.

## Distribuzione e habitat
Pilgerodendron uviferum vive in terreni paludosi e acquitrinosi nelle foreste della Patagonia, tra Cile e Argentina, spesso in associazione con Fitzroya cupressoides e, più a sud, con Nothofagus betuloides, Nothofagus pumilio e  Nothofagus antarctica. Il suo areale si estende per oltre 1600 km, tra i 39° e i 54° di latitudine sud, facendone la conifera più australe del mondo; il cipresso delle Guaitecas si spinge fino ad un'altitudine di 1000 m s.l.m.

## Tassonomia
Pilgerodendrum uviferum, precedentemente chiamato Juniperus uviferum, è stato descritto da Carl Rudolf Florin nella rivista Svensk Botanisk Tidskrift nel 1930.
Il nome Pilgerodendron è un omaggio al botanico tedesco Robert Knud Pilger, studioso di conifere e direttore dell'Orto botanico di Berlino.

## Conservazione
Il cipresso delle Guaitecas è considerato dalla IUCN specie vulnerabile. La specie è stata sfruttata fin dal XVII secolo per la qualità del suo legno; oltre a ciò, gli incendi deliberatamente applicati ai boschi australi e l'istituzione di estese aree di pascolo nella zona ne hanno impedito la rigenerazione, contribuendone al declino.